# Chagossiens
Les Chagossiens ou Îlois sont un groupe ethnique créole, originaire de l'archipel des Chagos dans l'océan Indien. Métissage de population provenant de Madagascar, du Mozambique, d'Inde et de France, ils vécurent dans l'île de Diego Garcia et dans deux autres groupes d'îles de l'archipel des Chagos pendant près de deux siècles avant leur expulsion par le gouvernement britannique à la fin des années 1960 vers l'île Maurice et les Seychelles.

## Histoire

### Origines

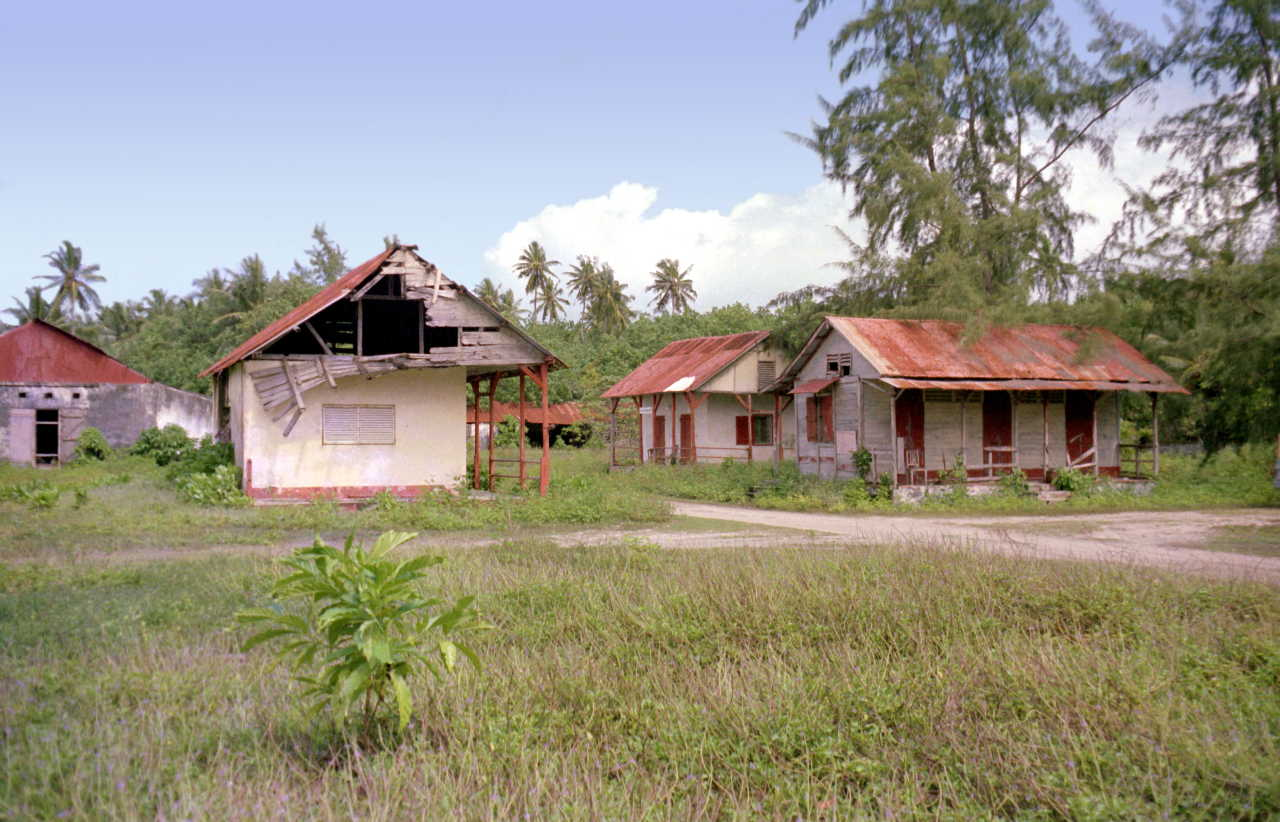
Ruines d'une plantation sur Diego Garcia, en 1982.

À partir de 1784, l'archipel des Chagos jusque-là officiellement inhabité commence à être occupé de façon permanente. Pierre Marie Le Normand, un planteur français spécialisé dans le sucre et la noix de coco et basé à l'Île-de-France, actuelle île Maurice, installe la première concession de noix de coco dans l'île de Diego Garcia. Il emmène avec lui entre vingt-deux et soixante-dix-neuf esclaves originaires de Madagascar et du Mozambique ainsi que quelques « libres de couleur ». Plusieurs planteurs français de noix de coco venus de l'Île-de-France le rejoignent ensuite avec leurs esclaves pour s'y implanter et exploiter l'huile de coco et le coprah : il s'agit de Monsieur Didier, les frères Cayeux et Monsieur Lapotaire, qui débarque en 1793. En 1808, les archives montrent que Monsieur Lapotaire possédait à lui seul une centaine d'esclaves sur Diego Garcia et en 1813, un nombre similaire pouvait être recensé sur Peros Banhos,.
Entre 1780 et 1828, l'archipel est aussi utilisé par les Français et les Britanniques pour isoler et soigner les lépreux dans l'espoir que l'abondance de viande de tortues puisse être bénéfique à leur régime alimentaire,. Certains spécialistes pensent que des esclaves lépreux ont pu y être envoyés avant l'arrivée des premières concessions de coprah. En 1826, on comptait 375 esclaves, 9 blancs, 22 "libres de couleurs" et 42 lépreux dans l'archipel. Au total, les Chagos étaient peuplées à cette période par 448 habitants dont la moitié vivaient à Diego Garcia.
Après la prise de possession des Mascareignes par les Britanniques et l'abolition de l'esclavage en 1834, les anciens esclaves continuent à exercer leurs activités de pêcheurs, fermiers ou travailleurs pour les plantations de cocotiers. En parallèle, des engagés indiens sont amenés dans l'archipel pour augmenter la main d'œuvre disponible. Ils se mettent en ménage avec les autres travailleurs d'origine africaine et adoptent les rites locaux. Par la suite, des travailleurs venus de l'île Maurice, des Seychelles, des îles Rodrigues et Agaléga arrivent régulièrement dans l'archipel et s'y installent de façon permanente en concubinage avec un Chagossien.

### Vie dans l'archipel des Chagos jusqu'en 1973

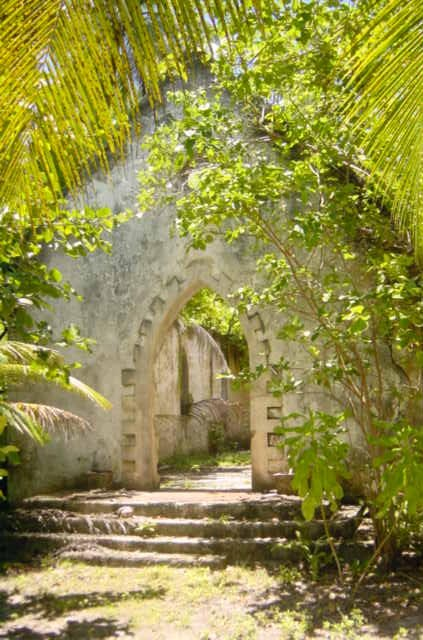
Ruine d'une église envahie par la végétation, sur l'île Boddam.

Après l'abolition de l'esclavage, les Chagossiens travaillent majoritairement dans les cocoteraies de l'archipel des Chagos,,. Ils y récoltent les noix de coco qu'ils retraitent pour en tirer du coprah et de l'huile de noix de coco,,. Des activités économiques autour de l'exploitation du guano et de miel sont aussi présentes sur l'île. Tous les travailleurs n'ont pas un emploi fixe : beaucoup se voient attribuer de nouvelles tâches chaque matin dans la cocoteraie ou l'entretien des infrastructures. Les travailleurs qui ont un emploi fixe sont employés comme domestiques par les administrateurs de l'île, forgerons, infirmiers, charpentiers ou moniteurs. La journée de travail s'achève à midi mais les travailleurs peuvent augmenter leurs revenus en revenant travailler l'après-midi. Pendant ce temps, les enfants sont à l'école, dans une classe commune et les plus petits à la crèche. Les compagnies qui les emploient, notamment la société locale Chagos Agalega Limited, leur versent un petit salaire ainsi que des rations de riz, d'huile, de farine, de sel et de lentilles que les habitants complètent par la pêche côtière, la culture vivrière ou l'élevage de volailles,,. Les habitants reçoivent gratuitement des terres, des matériaux de construction, des soins médicaux, une retraite et une éducation pour leurs enfants en plus de transports gratuits vers l'île Maurice,. Beaucoup ont des chiens ou des chats.
Durant leur temps libre, les habitants s'occupent de tâches quotidiennes : réparation des filets de pêche, tâches ménagères, jardinage, élevage. Ils passent leurs soirées entre voisins à se raconter des histoires et le samedi soir, un bal est organisé pour danser le séga. L'île est alimentée en électricité mais elle est réservée aux maisons des administrateurs et à l'hôpital. La population vit donc en autarcie, selon un mode de vie ancien et avec assez peu de contacts extérieurs, un seul bateau venant deux fois par an de Port-Louis.
Des villages s'établissent dans quelques îles de l'archipel sous la forme de petites communautés comptant des habitations installées le long des routes, des commerces, des ateliers d'artisans, une église ou une chapelle, un cimetière, des espaces de récréation et le centre administratif de la plantation. L'eau est puisée dans des réservoirs. Au milieu du XXe siècle, des écoles et des crèches sont installées ainsi que des systèmes de gestion des ordures. Certaines îles comptent des cocoteraies mais pas d'habitations ce qui oblige les Chagossiens à aller d'île en île pour leur travail.
Au milieu des années 1960, l'archipel reste peu peuplé. Sa population est estimée entre 1 500 et 2 000 personnes réparties en 450 à 500 familles et regroupée sur trois îles ou groupe d'îles qui sont Diego Garcia, la plus peuplée, les îles Salomon (notamment l'île Boddam) et Peros Banhos.

### Déportation vers Maurice et les Seychelles
En plein cœur de la guerre froide, les Américains s'inquiètent de leur absence dans l'océan Indien et répèrent l'île de Diego Garcia dont l'isolement constitue un avantage en cas d'attaque. Au début des années 1960, ils débutent des négociations avec le gouvernement britannique qu'ils convainquent de détacher l'archipel des Chagos de l'ancienne colonie mauricienne pour le transformer en Territoire britannique de l'océan Indien. Ainsi, les Chagos restent britanniques malgré l'indépendance de l'île Maurice. Le but de cette manœuvre est d'établir une base navale et aérienne pour l'armée américaine. Pour y parvenir, les Américains demandent que l'archipel soit « balayé » et « assaini », sous-entendant qu'il doit être vidé de sa population. Un accord secret est finalisé le 30 décembre 1966 et le gouvernement américain verse 14 millions de dollars pour organiser la déportation des Chagossiens,,.
Dans les années suivantes, de 1967 à 1973, environ 2 000 Chagossiens sont déportés par la force ou la ruse par le gouvernement britannique, d'abord sur l'île de Peros Banhos, puis en 1973 vers l'île Maurice et les Seychelles. À partir de 1968, les habitants qui ont quitté temporairement l'archipel pour se faire soigner ou aller en vacances se voient interdire le retour sur leur île,. En parallèle, le gouvernement britannique commence à restreindre l'approvisionnement en nourriture pour encourager encore plus de Chagossiens à quitter leurs îles. Parmi les autres techniques employées pour pousser les habitants à partir, les autorités britanniques et américaines s'en prennent aussi à leurs chiens. Après avoir essayé de tirer à balles réelles sur les animaux puis de les empoisonner, ils les attirent dans un hangar pour les tuer et les brûler, parfois vivants selon des témoignages,,.
À partir de 1971, les Américains commencent la construction de la base et exigent l'accélération de la procédure de déportation. Les Chagossiens encore présents sur l'île sont embarqués de force sur des cargos de 1971 à 1973 dans une ambiance de racisme du personnel britannique qui les désigne comme des "Tarzans" et "Hommes Vendredis". Les cargos destinés à leur transport, en particulier le Norveder, sont surpeuplés, le voyage dure cinq jours et les passagers doivent dormir dans la cale sur des cargaisons d'excréments d'oiseaux. À leur arrivée, l'urine, le vomi et les excréments recouvrent le sol et au moins une femme a fait une fausse couche. Par contraste, certains cargos transportaient aussi des chevaux de race qui ont été installés sur le pont. Une fois arrivés à leur port de destination, les Chagossiens sont laissés sur les quais, sans argent, sans travail et sans assistance pour trouver un logement,, ce qui pousse le Washington Post à affirmer dans un article de 1975 qu'ils vivent dans un état de "pauvreté abjecte". En 1976, un officier du gouvernement reconnaît qu'ils vivent dans une « situation déplorable ».
À la fin des années 1990, le journaliste mauricien Henri Marimootoo consulte de nombreux documents britanniques déclassifiés et découvre que le gouvernement a volontairement menti à l'ONU afin d'empêcher les Chagossiens de pouvoir réclamer leurs droits. Les Britanniques avaient affirmé que les Chagossiens étaient de simples travailleurs saisonniers et qu'ils n'étaient pas originaires de l'archipel. En effet, en les présentant comme des ouvriers agricoles en transit, le gouvernement pouvait contourner le droit international qui exige qu'une population installée ne soit pas déplacée sans son accord. Entre mai et août 1997, Henri Marimootoo publie le résultat de ses recherches dans une série d'articles intitulé Diego Files parus dans l'hebdomadaire mauricien Weekend,,. Le journaliste John Pilger décrit la déportation de la population chagossienne comme « un kidnapping de masse opéré dans le plus grand secret » et accuse les ministres des Affaires étrangères britanniques d'avoir « conspiré au mensonge, s'encourageant les uns et les autres à maintenir et défendre la fiction selon laquelle les Chagossiens n'existaient qu'en tant que population flottante », le mot « fiction » ayant été effectivement utilisé par les ministres. Le déplacement d'une population entière n'avait encore jamais été réalisé et l'ancien ministre des Affaires étrangères britannique Robin Cook aurait même déclaré qu'il s'agissait de « l'épisode le plus sordide et le plus indéfendable que j'ai jamais connu. »

## Mobilisation et recours en justice
Dès leur arrivée à l'île Maurice, plusieurs Chagossiens, en particulier des femmes, se mobilisent pour défendre leurs droits. Parmi les figures marquantes du combat, on compte Lisette Talate, Charlesia Alexis ou Rita Elysée Bancoult qui organisent des grèves de la faim, des manifestations et sont même arrêtées par les autorités mauriciennes. Au début des années 1980, Alexis, Talate et Olivier Bancoult, le fils de Rita Elysée Bancoult, fondent le Groupe Réfugiés Chagos (GRC) pour défendre leur cause en cour de justice. En 1995, le Chagossien Fernand Mandarin fonde le Comité Social Chagossien (CSC).

### 1972-1982: compensations
En 1972, le gouvernement britannique verse 650 000 livres sterling au gouvernement mauricien pour participer à l'installation des Chagossiens mais l'argent n'est pas redistribué. En 1977, des militants chagossiens, majoritairement des femmes, organisent un mouvement de protestation pour exiger le versement de l'argent, ce qu'elles obtiennent l'année suivante puisque le fonds du gouvernement britannique est réparti entre 595 familles. Cependant, avec l'inflation, la somme est considérablement réduite et ne soulage pas vraiment les difficultés des Chagossiens,.
En parallèle, le Chagossien Michel Ventacassen lance une procédure judiciaire devant la Haute Cour de Londres à titre privé, déclarant avoir été victime de plusieurs préjudices pendant son exil. Son cas est jugé en 1982 et les gouvernements britannique et mauricien décident d'ouvrir un fonds d'aide aux Chagossiens : 1344 d'entre eux reçoivent 2 976 livres sterling chacun ainsi que quelques terres. En échange, les bénéficiaires doivent signer un document en anglais les engageant à ne pas engager de nouvelles poursuites judiciaires,. De nombreux signataires, analphabètes, ne parlant que le créole et dans le besoin, ne réalisent pas qu'ils abandonnent le droit à toute nouvelle compensation et au retour dans leur archipel,. Plusieurs familles refusent de recevoir la compensation et s'engagent dans des grèves de la faim pour protester contre la gestion de leur cas par les autorités britanniques,. Aux Seychelles, les exilés chagossiens n'ont toujours rien reçu,.

### 1997-2016: recours devant la justice britannique
En 1997, les Chagossiens découvrent que toute personne née aux Chagos est un citoyen des Territoires britanniques dépendants et peut, à ce titre, porter plainte contre l'interdiction de visiter ou de s'installer sur le Territoire britannique de l'océan Indien. Olivier Bancoult du GRC s'engage dans une affaire judiciaire. Son cas, R (Bancoult) v Foreign Secretary, est jugé le 3 novembre 2000 et la cour de justice reconnaît que la déportation des Chagossiens est contraire aux lois du Territoire britannique de l'océan Indien et annule l'ordonnance de 1971 qui légitimait la dépopulation de l'archipel. Le Secrétaire d'État Robin Cook annonce qu'il ne fera pas appel de la décision et le gouvernement britannique vote une nouvelle loi autorisant les Chagossiens à retourner dans l'archipel sans permis, à l'exception de l'île de Diego Garcia. Il s'engage aussi à lancer des études de faisabilité pour organiser le retour de la population dans l'archipel,,,.
En 2002, un groupe de Chagossiens menés par le GRC porte un nouveau cas devant la justice britannique pour demander de nouvelles compensations, notamment pour fraude et exil illégal. L'affaire Chagos Islanders v Attorney General and HM BIOT Commissioner est jugée en 2003 devant la Haute Cour de Londres. Le juge rejette les demandes des Chagossiens, rappelant qu'une majorité d'entre eux avait renoncé à toute nouvelle plainte en acceptant les compensations de 1982. La Cour d'Appel saisie par la suite confirme ce jugement car elle estime entre autres que l'illégalité de l'exil ne peut être démontrée et qu'il n'y aucune preuve que les autorités savaient que l'ordonnance de 1971 était illégale,,.
Le 21 mai 2002, le ministre britannique des Affaires étrangères Jack Straw signe un document conférant la citoyenneté britannique aux Îlois, plus tard ajouté au British Overseas Territories Act 2002 sous le nom de « Section 6: The Ilois: Citizenship ».
Le gouvernement britannique publie plusieurs études de faisabilité concernant le retour des Chagossiens. En juin 2004, il affirme que seule une installation à court-terme serait envisageable et qu'un réel projet de réinstallation de la population serait trop coûteux. Le 10 juin 2004, un décret en conseil de la Reine d'Angleterre est promulgué. Dans des termes semblables à ceux de l'ordonnance de 1971, il décrète que toute visite du Territoire britannique de l'océan Indien est interdite sans autorisation spéciale,. Les Chagossiens se mobilisent contre cette décision, soutenus par des personnalités politiques comme l'ancien président de la république de Maurice Cassam Uteem ou le député britannique Jeremy Corbyn. Dans un débat au parlement britannique en juillet 2004, le gouvernement déclare que ces mesures sont nécessaires pour honorer son traité avec les États-Unis. De son côté, le gouvernement américain insiste sur l'importance de la base de Diego Garcia dans sa guerre contre le terrorisme. Un retour des Chagossiens mettrait en péril la sécurité de la base et augmenterait les risques d'une infiltration terroriste selon le gouvernement britannique,,. Olivier Bancoult décide de contester le décret en conseil et ouvre un nouveau recours en justice. Le cas R (Bancoult No 2) v Foreign Secretary est jugé par la Haute Cour de Londres le 11 mai 2006 qui renverse la décision royale. Le gouvernement britannique fait appel mais la Cour d'Appel confirme le 23 mai 2007 que l'ordre royal de 2004 était un abus de pouvoir et qu'on ne peut déplacer une population entière autrement que pour son propre bien-être,,.
Du 30 mars au 6 avril 2006, un groupe d'une centaine d'îlois reçoit l'autorisation d'embarquer à bord du Mauritius Trochetia pour visiter le Territoire britannique de l'océan Indien pour la première fois depuis quarante ans,. 75 d'entre eux sont issus du Groupe Chagos Réfugiés, 15 du Comité social des Chagossiens et 10 sont des Chagossiens établis aux Seychelles,. Le voyage est organisé conjointement par les gouvernements britanniques et mauriciens qui délèguent chacun un représentant pendant le voyage. Le programme prévu par les voyageurs est de faire trois escales d'une journée sur les îles Salomon, Peros Banhos et Diego Garcia, de les nettoyer, de remettre en ordre les lieux de mémoire tels que le cimetière et d'ériger des monuments commémoratifs en pierre,. Les membres du Comité social des Chagossiens refusent cependant de montrer un laissez-passer à l'arrivée dans l'Archipel, arguant que la république de Maurice est le pays souverain et non le Royaume-Uni.
Malgré le jugement en appel de mai 2007, le gouvernement britannique décide de porter le dossier devant la cour de recours de la Chambre des lords. Le 22 octobre 2008, les juges de la Chambre décident à la majorité de 3 contre 2 que le décret en conseil de la Reine de 2004 était légal, rationnel et ne violait pas les attentes de Chagossiens, annulant ainsi les précédents jugements,. Ils se disent sensibles aux revendications des Chagossiens mais estiment que la décision de 2004 a été prise de « bonne foi » et reposait sur des arguments solides. Selon eux, un retour dans l'archipel serait précaire et coûteux et présenterait un risque inacceptable pour une base militaire « de la plus haute importance », en particulier après les attentats terroristes du 11 septembre 2001 aux États-Unis. Le juge Lord Hoffmann souligne que les Chagossiens, bien que floués dans le passé, ont depuis reçu une compensation pour leur perte et qu'ils n'ont montré « aucun désir de retourner vivre à la manière de Crusoé dans des conditions de vie misérables ». En revanche, le juge Lord Bingham déclare que la décision de 2004 était nulle et illégale et que le pouvoir de la Reine de légiférer sans l'accord du Parlement représente une « survivance anachronique ». Il se dit d'autre part peu convaincu par les arguments américains sur la sécurité de la base de Diego Garcia. Selon certains spécialistes du droit britannique, cette décision devant la Chambre des lords est importante du point de vue du droit constitutionnel ainsi que de celui de la reconnaissance des droits fondamentaux des peuples des anciennes colonies.
En juin 2015, le Groupe Réfugiés Chagos décide de demander l'annulation du jugement de 2008 devant la Cour suprême de Londres. Leurs avocats argumentent que ce jugement était en partie basé sur une étude de faisabilité qui n'a pas été présentée aux juges et que cela aurait pu changer le verdict,. La présence de l'avocate internationale Amal Clooney dans leur équipe de défense favorise le combat des Chagossiens puisque sa notoriété attire une couverture médiatique de leurs procès sans précédent, y compris par la presse people,.
La Cour suprême déboute les Chagossiens le 29 juin 2016 par une majorité de trois voix contre deux. Les juges déclarent que les nouveaux éléments apportés au dossier ne sont pas de nature à remettre en cause le jugement de la Chambre des Lords. Néanmoins, la Cour suprême précise qu'un rapport publié en mars 2015 sur la viabilité d'un retour dans l'archipel pourrait constituer la base d'une nouvelle demande,.

### 2010-2019: question du parc marin et recours à la justice internationale
Le 1er avril 2010, l'archipel des Chagos est déclaré zone marine protégée par le gouvernement britannique, à l'exception de l'atoll de Diego Garcia. Les militants chagossiens et leurs soutiens soupçonnent cette décision d'être motivée par le désir d'empêcher le rétablissement de la population sur l'archipel. Les autorités britanniques assurent que ce n'est pas vrai, et vantent une occasion de créer une réserve naturelle unique au monde. Cependant, des câbles diplomatiques de 2009 publiés par WikiLeaks l'année suivante dévoilent des discussions qui auraient eu lieu entre les Américains et les Britanniques et qui confirmeraient la thèse du parc marin comme obstacle pour les Chagossiens. L'un des officiels britanniques aurait ainsi déclaré : « Établir une réserve marine pourrait bien, en effet, être la façon la plus efficace à long terme d'empêcher les anciens habitants des Chagos ou leurs descendants de se réinstaller sur l'île »,. Les autorités britanniques et américaines refusent de confirmer ou de démentir les révélations de Wikileaks puisqu'il s'agirait d'une violation du secret diplomatique,. Le spécialiste de l'environnement Mike Spalding estime que la création d'un parc sans l'accord des Chagossiens serait une catastrophe.
Olivier Bancoult décide de porter la question du parc marin devant les cours de justice britannique. Le 11 juin 2013, la Haute Cour de Londres déclare que celui-ci n'est pas incompatible avec le droit européen, qu'il n'est pas illégal et qu'il a été créé non pas pour empêcher le retour des Chagossiens mais bien pour des motifs environnementaux, les documents de Wikileaks n'ayant pas été pris en compte comme preuves en raison du secret diplomatique,,. Les Chagossiens font appel mais le jugement est confirmé le 23 mai 2014. Il rappelle que certains arguments des plaignants ne sont pas recevables, notamment le droit à la pêche puisque dans les faits, aucun Chagossien ne pêche plus dans les eaux de l'archipel depuis 1973. En revanche, la cour ouvre la possibilité de prendre en compte les câbles de WikiLeaks dans un futur jugement.
Le 18 mars 2015, le Tribunal international du droit de la mer saisi par le premier ministre mauricien déclare illégale la création du parc marin par le Royaume-Uni. Il estime que « le Royaume-Uni n'a pas été en mesure de fournir une explication satisfaisante pour l'urgence avec laquelle il a proclamé la zone marine protégée le 1er avril 2010 ». Selon le jugement, l'île Maurice aurait dû être consultée et détient une souveraineté sur le territoire maritime des Chagos,.
Entretemps, les Chagossiens décident de porter leur cas devant la Cour européenne des droits de l'homme. Le 20 décembre 2012, celle-ci rejette leur plainte contre le gouvernement britannique. Selon elle, la plainte est irrecevable car en acceptant une compensation financière en 1982 lors de l'affaire Ventacassen, les Chagossiens ont renoncé à toute autre prétention,,. Elle souligne aussi que les Chagossiens n'ont plus de perspective de retourner s'établir dans les îles des Chagos, que leur combat est politique et ne s'inscrit donc pas dans le cadre de la Convention européenne des droits de l'Homme. Le gouvernement britannique déclare qu'il s'est excusé à plusieurs reprises pour le traitement des Chagossiens dans les années 1960 mais qu'il était en droit de se défendre devant la cour et réexaminera la possibilité de réinstaller les Chagossiens dans l'archipel.
En juin 2016, le gouvernement mauricien signale son intention de porter le cas des Chagos devant la Cour internationale de justice si le gouvernement britannique ne restitue pas l'archipel,. Les négociations entre les deux parties doivent prendre fin au plus tard en juin 2017. Le gouvernement britannique annonce son refus d'envisager le repeuplement des Chagos le 16 novembre 2016. Il exprime ses profonds regrets quant à la déportation des Chagossiens mais il met en avant le risque sécuritaire et le coût que représenterait le repeuplement pour le contribuable britannique. Il propose cependant une enveloppe de 45 millions d'euros pour l'amélioration des conditions de vie des Chagossiens. Olivier Bancoult répond que la dignité des Chagossiens "n'est pas à vendre". D'autres représentants de la communauté chagossienne soulignent que l'enveloppe du gouvernement britannique ne pourra être versée en échange d'un abandon de leurs revendications,,,. Un projet de visite des Chagos, soutenu en partie par le gouvernement britannique, fait l'objet de nombreux débats. Olivier Bancoult estime notamment qu'il s'agit d'un piège. En parallèle, le premier ministre mauricien se plaint des pressions et de l'attitude méprisante de ses interlocuteurs britanniques et américains dans le cadre des négociations diplomatiques.
En janvier 2017, plusieurs titulaires du prix Nobel de la paix lancent un appel au président américain Barack Obama. Ils lui demandent de régler le problème des Chagos avant la fin de son mandat, de laisser les Chagossiens retourner à Diego Garcia et y travailler aux côtés des militaires américains. L'appel est signé par Desmond Tutu, Jody Williams, Mairead Maguire, Tawakkol Karman ainsi que par Yu Joe Huang, Stephen P. Myers et Edward L. Vine, prix Nobel de la paix 2007 au titre du Groupe d'experts intergouvernemental sur l'évolution du climat (GIEC). Malgré le prestige de ses signataires, cet appel ne produit pas d'effet,.
Le 22 juin 2017, l'Assemblée générale des Nations unies (94 voix pour, 15 contre et 65 abstentions) a demandé à la Cour internationale de justice de rendre un avis consultatif portant sur le respect, par le Royaume-Uni, des règles pertinentes du droit international lors du processus de décolonisation. La résolution interroge également la Cour sur les conséquences juridiques de la séparation de l'archipel de Maurice en 1965 et du maintien de l'archipel sous administration britannique. L'analyse du vote révèle un soutien des pays majeurs du Sud (Afrique du Sud, Algérie, Cuba, Égypte, Inde, Nigeria, Philippines, Viêt Nam, etc) à Maurice, alors que l'opposition provient des proches alliés des États-Unis et du Royaume-Uni (Australie, Israël, Japon, France, etc). En septembre 2018, Maurice a porté l'affaire devant la Cour internationale de Justice pour obtenir un avis consultatif contre les objections britanniques. En 2016, les autorités britanniques reconduisent pour 20 ans le prêt de l'île de Diego Garcia aux États-Unis.
Le 25 février 2019, dans un avis consultatif, la Cour internationale de justice estime que le Royaume-Uni a « illicitement » séparé l'archipel des Chagos de l'île Maurice après son indépendance en 1968,.

### Soutien du Pape François
En 2023, le Pape François rencontre les Chagossiens, et signifie son soutien au peuple chagossien devenu symbole d’une lutte pour les droits des peuples du mondes. La conférence des évêques de l’océan Indien donne sa bénédiction au chagossien.

## Résolution de l'ONU du 22 mai 2019
Le 22 mai 2019, l'Assemblée générale de l'ONU adopte une résolution, demandant au Royaume-Uni de rétrocéder sous six mois à l'île Maurice l'archipel des Chagos.
En mai 2019, l'Assemblée générale de l'ONU avait adopté à une très large majorité une résolution, non contraignante mais à forte valeur politique, donnant six mois à Londres pour procéder à cette rétrocession. Ce délai a pris fin le 22 novembre 2019 sans que le Royaume-Uni se conforme à cette résolution, ni à l'avis consultatif formulé en février par la Cour internationale de justice (CIJ) demandant à Londres de mettre fin « dans les plus brefs délais » à son administration des Chagos.
Le 15 janvier 2020, Pravind Jugnauth, premier ministre des île Maurice, était à Londres pour assister à un sommet sur les investissements de la Grande-Bretagne en Afrique. Il s'est entretenu avec les chefs des gouvernements de l'Afrique du Sud, du Kenya, de Côte d'Ivoire et du Mozambique. Il a indiqué que : "Port-Louis étudiait la possibilité d'entamer des poursuites contre des responsables britanniques devant la Cour pénale internationale (CPI) pour crime contre l'humanité", écrit IonNews.
Le 25 mai 2020, la nouvelle carte publiée par l'ONU fait apparaître l'archipel comme territoire Mauricien.
La chambre spéciale du Tribunal international du droit de la mer des Nations unies a conclu dans son arrêt du 28 janvier 2021 que la revendication de souveraineté par la Grande-Bretagne sur l'archipel des Chagos va à l'encontre des conclusions faisant autorité formulées dans l'avis consultatif l'Assemblée générale des Nations unies (résolution 73/295).

### Restitution de l'archipel des Chagos par la Grande-Bretagne en 2025
Le 22 mai 2025, le Premier ministre britannique Kier Starmer signe un accord formel sur le transfert de souveraineté des îles Chagos à l'île Maurice. Aux termes de l'accord, l'atoll stratégique de Diego Garcia et sa zone tampon de 38 kilomètres sont immédiatement rétrocédés au Royaume-Uni. Cet accord permet la poursuite de l'exploitation de la base conjointe anglo-américaine sur l'île pendant les 99 prochaines années, avec une prolongation de 40 ans et un droit de préemption ultérieur. L'île Maurice recevra du Royaume-Uni un loyer annuel de 165 millions de livres sterling pendant les trois premières années, puis de 120 millions de livres sterling par an pendant les dix années suivantes. Par la suite, ce paiement annuel de 120 millions de livres sterling sera indexé sur l'inflation. En Juin 2025, l'association Great British PAC, avec des militants des droits des chagossien, lance une action en justice visant à démontrer les actions illégales du gouvernement britannique sur la signature de cette accord de restitution. Les militants chagossiens ont soumis en juin 2025, une communication juridique au Comité des droits de l'homme des Nations Unies, contestant la légitimité de l'accord entre le Royaume-Uni et Maurice, arguant qu'il a été négocié sans leur consentement et qu'il perpétue des injustices historiques.
Le 10 juin 2025, les experts de l'ONU demande, la suspension d'un accord récemment signé entre le Royaume-Uni et l'île Maurice, avertissant qu'il ne protège pas les droits du peuple chagossien déplacé, « En maintenant une présence militaire étrangère du Royaume-Uni et des États-Unis à Diego Garcia et en empêchant le peuple chagossien de revenir… l'accord semble être en contradiction avec le droit au retour des Chagossiens », d'après les experts. Les experts critique l'absence de dispositions, permettant l'accès aux sites culturels ou la sauvegarde du patrimoine du peuples chagossien. Ils s'appellent, les deux pays à renégocier l'accord de restitution, déclarant, « Nous demandons la suspension de la ratification de l'accord et la négociation d'un nouvel accord garantissant pleinement les droits du peuple chagossien ».
La Chambre des Lords doit examiner une motion plaidant contre la ratification du traité le 30 juin 2025.

## Société et culture
En raison de l'isolement de l'archipel et des conditions de vie particulières sur l'île, principalement rythmées par le travail dans les cocoteraies, une culture chagossienne distincte s'est progressivement développée, ainsi qu'un créole chagossien, proche des créoles mauriciens et seychellois. L'accent et le vocabulaire du créole chagossien diffèrent cependant du créole des îles Maurices et Rodrigues,. Le sentiment d'exil a poussé la communauté chagossienne à entretenir ses traditions et sa culture hors de son territoire d'origine, notamment pour cultiver le souvenir de ce qu'ils ont perdu,. Ainsi, les Chagossiens continuent à vénérer leurs ancêtres et consomment toujours une cuisine à base de fruits de mer et de lait de coco.
Un élément culturel important est la pratique du séga chagossien, une musique et une danse traditionnelle que les autorités mauriciennes souhaitent proposer pour inscription à la liste du patrimoine mondial de l'UNESCO,. Le séga chagossien est chanté presque essentiellement par des femmes,, en créole chagossien à l'aide d'instruments traditionnels comme le ravanne, un tambour à peau de chèvre utilisé exclusivement par les hommes, le maravanne, un bâton de pluie ou le triangle. Les chants les plus anciens parlent de la vie dans la plantation tandis que les plus modernes décrivent l'exil, les conditions économiques difficiles et peuvent être utilisés à des fins militantes,,. Parmi les représentants du séga chagossien on compte la militante Charlesia Alexis ou le groupe Tambour Chagos.
Les Chagossiens sont principalement catholiques romains,. Cependant, l'archipel des Chagos ne disposait pas d'une autorité religieuse permanente. Un prêtre itinérant venait de l'île Maurice pour les cérémonies importantes mais la messe du dimanche était célébrée par les administrateurs. En conséquence, certaines pratiques comme celle du mariage diffèrent fortement des pratiques catholiques : l'union libre est traditionnellement privilégiée par les Chagossiens,. Une femme peut ainsi facilement quitter un compagnon qui ne lui convient pas et possède une certaine indépendance et liberté sexuelle,. Le rôle des femmes dans la structure sociale chagossienne est similaire à celui des femmes dans d'autres sociétés post-esclavage : elles représentent la tête du foyer et sont les premières responsables des besoins de la famille,,.
Après la déportation, les Chagossiens pâtissent d'une très forte pauvreté découlant de plusieurs facteurs décrits par l'universitaire David Vine : une expulsion traumatique, le chômage, la discrimination ethnique, la privation d'éducation, une marginalisation économique et socio-psychologique, l'absence d'un domicile fixe, la perte de leurs terres et de l’accès à une propriété commune, la malnutrition et l'insécurité alimentaire, une morbidité et une mortalité grandissante et une fragmentation socio-culturelle,,. Avant la déportation, les Chagossiens étaient majoritairement analphabètes et sont toujours touchés par ce phénomène aujourd'hui,.

## Statut international

### Statut juridique international
Le statut du peuple chagossien à la suite de son déplacement forcé et son interprétation par le droit international est un enjeu important qui peut lui permettre de légitimer certaines de ses revendications.
De nombreux militants Chagossiens s'identifient comme peuple autochtone. Des organisations chagossiennes ont participé au Groupe de travail des Nations unies sur les populations autochtones, ayant été reconnu comme peuple autochtone par ce groupe de travail en 1996,. Le statut de peuple autochtone permettrait aux Chagossiens de bénéficier du droit à l'autodermination comme garanti dans la Déclaration des droits des peuples autochtones des Nations unies. Le gouvernement et plusieurs personnalités politiques mauriciennes s'opposent à ce statut car il pourrait être une menace à la revendication de souveraineté de l'île Maurice sur l'Archipel des Chagos, Ainsi, le gouvernement mauricien estime que les Chagossiens constituent une minorité nationale au sein du peuple mauricien et non un peuple autochtone. Il affirme que le peuple mauricien dans son ensemble s'est formé par les migrations et les déplacements de population. D'après les universitaires Laura Jeffery et David Vine, reconnaître ce statut pourrait faire du mal au « mythe national mauricien ». Pour l'universitaire Stephen Allen le critère de précédence requis pour être considéré comme autochtone est mal interprété dans le cas des Chagossiens : le peuple en question doit avoir été le plus ancien peuple à habiter un territoire donné, peu importe sa date et son mode d'arrivée. Dans le cas des Chagos, les registres historiques tendent à montrer que les premiers habitants étaient français, retirant la précédence aux Chagossiens. Cependant, ces derniers étant le seul peuple disposant d'un lien sur plusieurs générations avec le territoire de l'archipel et ayant développé une culture distinctive, il satisfait d'autres critères lui permettant d'accéder au statut de peuple autochtone,.
Le statut de réfugié a aussi été évoqué, l'organisation militante chagossienne la plus importante ayant choisi pour nom le Groupe Réfugiés Chagos. Une fois encore, ce statut pourrait contrarier les revendications de souveraineté mauricienne sur les Chagos puisque cela impliquerait que les Chagossiens viennent d'une terre étrangère n'appartenant pas à l'État qui les a accueillis. D'autre part, les Chagossiens déplacés aux Seychelles ou à l'île Maurice ayant reçu la nationalité de leur pays d'accueil peuvent difficilement répondre aux critères définissant le statut de réfugié qui exigent de vivre hors de son propre pays.

### Citoyenneté
Puisque l'Archipel des Chagos appartenait à l'empire britannique avant la déportation des Chagossiens et l'indépendance des îles voisines, plusieurs problèmes juridiques relatif à la nationalité des Chagossiens se sont posés au cours des décennies. Ceux qui ont été envoyés à l'île Maurice ont reçu la citoyenneté mauricienne à l'indépendance du pays, dans de nombreux cas sans qu'ils en aient connaissance ou y aient consenti. En 2015, le premier ministre Sir Anerood Jugnauth a confirmé que puisque le gouvernement mauricien considère qu'il détient la souveraineté de l'archipel des Chagos, toute personne née aux Chagos avant ou après 1965 est de nationalité mauricienne. Les Chagossiens déplacés aux Seychelles ont connu une situation plus compliquée, leur pays d'accueil ne leur ayant pas octroyé la nationalité seychelloise automatiquement. Pendant plusieurs décennies, les Chagossiens des Seychelles ont donc été de fait apatrides. Beaucoup ont dû acheter la citoyenneté seychelloise à un prix élevé, parfois prohibitif,.
Selon la loi de 1981 portant sur la citoyenneté britannique, tous les Chagossiens nés dans l'Archipel étaient éligibles à recevoir un statut de citoyen des Territoires britanniques d'outre-mer. Cela leur donnait la possibilité de visiter les territoires du Royaume-Uni mais pas de s'y installer. Pour des raisons de coûts et de manque d'accès à l'information, peu de Chagossiens ont demandé ce statut. En 2002, la loi sur la citoyenneté des territoires d'outre-mer est modifiée, donnant aux habitants de ces territoires un accès à la nationalité britannique de plein droit. Cependant, le citoyen d'outre-mer ne pouvait initialement transmettre sa nationalité britannique que si ses enfants étaient aussi nés dans le territoire d'outre-mer, excluant ainsi les enfants des Chagossiens nés en exil aux Seychelles ou à l'île Maurice. Après une campagne du Chagos Refugees Group, le gouvernement britannique accepte d'étendre l'octroi de citoyenneté aux enfants de Chagossiens nés en exil entre le 26 avril 1969 et le 1er janvier 1983 mais pas à leurs descendants,. Ainsi, la loi exclut toujours les Chagossiens nés en exil avant avril 1969 et après 1983 de la nationalité britannique, même si le déplacement de population a commencé avant 1969. D'autre part, selon les dispositions de la loi de 1981, la nationalité britannique d'outre-mer ne peut qu'être transmise par un père à un enfant né dans le cadre du mariage, alors même que le mariage n'était pas une pratique courante et accessible dans l'archipel des Chagos,,. Malgré tout, on suppose aujourd'hui qu'environ 1 000 à 1 400 Chagossiens auraient demandé la citoyenneté britannique et que tous les Chagossiens nés avant la déportation possèdent une double nationalité britannique et mauricienne ou britannique et seychelloise.
Après l'accord de rétrocession de l'archipel des Chagos, le gouvernement britannique doit présenter également un projet de loi, visant à mettre en œuvre l'accord, notamment en modifiant la loi de 1981, sur la nationalité britannique afin de refléter le fait que le Territoire britannique de l'océan Indien ne fassent plus un territoire d'outre-mer, après la ratification du traité par le parlement.

## Répartition géographique
Avant leur déplacement, les Chagossiens vivaient sur quelques îles de l'archipel des Chagos et notamment Diego Garcia,,. Entre 1966 et 1973, ils ont été entièrement déportés à Maurice et aux Seychelles où ils vivent aujourd'hui en majorité,. En 2013, l'île Maurice évaluait sa communauté chagossienne, descendants compris, à 8 674 individus dont 482 natifs. Ils vivent principalement à Port-Louis, notamment dans les quartiers de Roche-Bois et Cassis. Sur 2 000 déportés, 250 à 500 personnes ont été envoyées aux Seychelles. En 2014, on estimait à 350 le nombre de Chagossiens et de leurs descendants qui vivaient à Mahé, l'île principale. Une partie des Chagossiens a aussi émigré au Royaume-Uni, en particulier après la loi de 2002 leur accordant la nationalité britannique. La grande majorité des Chagossiens du Royaume-Uni ont choisi de s'installer dans la ville de Crawley dans le Sussex de l'Ouest,,, et une minorité s'est établie à différents endroits du territoire comme Haywards Heath dans le Sussex de l'Ouest, Horley dans le Surrey, la périphérie londonienne, notamment les quartiers de Croydon et Purley, ou encore la région de Manchester.

## Retour possible sur l'archipel des Chagos en 2025
Après la signature du traité de rétrocession de l'archipel des Chagos à l'île Maurice en mai 2025, l'île Maurice entame les premières consultations en juin 2025, en vue d’une visite officielle sur l’archipel des Chagos, pour 2025.
Un plan de réinstallation des Chagossiens encadré par des experts internationaux est organisé pour juin 2025. Certains Chagossiens demandent le droit de travailler sur la base militaire américaine de Diego Garcia.

### Sources et bibliographie
(août 2024).
Bibliographie
- (en) « Chagos Conservation Management Plan » Dr Charles Sheppard et Dr Mark Spalding, Department of Biology Sciences, université de Warwick (Royaume-Uni).
- (en) "Howell Report: An evaluation of Returning Home. A Proposal for the Resettlement of the Chagos Islands", juin 2008, Dr J. R. Turner (professeur au C.R.C Sheppard), Major T. A. Morris, R. Jones, P. Raines MBE.
- Auguste Toussaint, L'Océan Indien au XVIIIe siècle, éd. Flammarion, Paris, 1974.
- Rapport Prosser "Mauritius-Resettlement of persons transferred from Chagos Archipelago", septembre 1976, Government printer, Port-Louis, île Maurice.
- (en) « Important Dates of the Provisional People's Democratic Republic of Diego Garcia » [précision nécessaire], Ted A. Morris.
- (en) David Vine, City University of New York (thèse de doctorat), Empire's Footprint: Expulsion and the United States Military Base on Diego Garcia, New York, ProQuest, 2006, 382 p.   (ISBN 0542851008).
- Thierry Ollivry, Diego Garcia : Enjeux stratégiques, diplomatiques et humanitaires, Paris, L'Harmattan, 2008, 193 p. (ISBN 978-2-296-05276-5, lire en ligne) (cf. Google books).
- (en) Maureen Tong (Thèse de Doctorat), Le droit à l'autodétermination et à restitution : l'affaire du peuple de l'archipel des Chagos (territoire britannique de l'océan Indien), Strasboug, Université de Strasbourg, 2009, 296 p.
- (en) Sandra Evers et Marry Kooy, Eviction from the Chagos Islands: Displacement and Struggle for Identity Against Two World Powers, vol.  1: African History, Brill, 2011, 293 p.   (ISBN 9004202609).
- (en) Laura Jeffery, Chagos Islanders in Mauritius and the UK: Forced Displacement and Onward Migration, Manchester, Manchester University Press, 2011, 224 p.   (ISBN 184779789X).
- (en) Stephen Allen, The Chagos Islanders and International Law, Londres, Bloomsbury Publishing, 2014, 272 p.   (ISBN 1782254749).
- Sands, Philippe, La dernière colonie (The last colony. A tale of exile, justice and Britain's colonial legacy), traduit de l'anglais par Agnés Desarthe, Albin Michel, Paris, 2022.
- Abdelwahab Biad, La Cour internationale de justice au chevet des Chagos, le dernier confetti de l'Empire britannique dans l'Océan Indien, Éditions Panthéon-Assas, 17 juillet 2020, 647–662 p. (ISBN 978-2-9569738-4-3, lire en ligne).

Articles de presse
- « La grande misère des déportés de Diego Garcia », de Franceschini, Le Monde, 26 septembre 1975.
- Hakim Malaisé, « Exil forcé loin de Diego Garcia », Le Monde diplomatique,‎ décembre 2001 (ISSN 0026-9395, lire en ligne).
- (en) « Diego Garcia: Paradise Cleansed », John Pilger, 4 octobre 2004, antiwar.com.
- « Diego Garcia : Enjeux stratégiques, diplomatiques et humanitaires, Thierry Ollivry », article du Le Monde diplomatique sur ce livre, Augusta Conchiglia, décembre 2008.
- Thierry Ollivry, « Diego Garcia : Enjeux stratégiques, diplomatiques et humanitaires », Le Monde diplomatique,‎ décembre 2008 (ISSN 0026-9395, lire en ligne).
- Jean-Marie Gustave Le Clézio, « Les îlois de Chagos contre le Royaume-Uni, suite et fin ? », Libération, no 9953,‎ 15 mai 2013 (ISSN 0335-1793, lire en ligne).
- Lucas Gatignol, « Chagos, l'archipel du non-retour », Le Monde afrique,‎ 8 avril 2018 (lire en ligne).

Dans la littérature
- Shenaz Patel, Le Silence des Chagos, Éditions de l'Olivier, collection "Littérature française", 2005, 154 p.  (ISBN 978-2879294544).
- Caroline Laurent, Rivage de la colère, Éditions Les Escales, collection "Domaine français", 2020, 412 p.  (ISBN 978-2365694025).

Filmographie
- Diego l'interdite, David Constantin, 52ʹ, Maurice, 2002, Résumé du film p. 7, « D'encre et d'exil » 9e rencontres internationales des écritures de l'exil. Insulaires, du 27 au 29 novembre 2009, Centre national d'art et de culture Georges-Pompidou.
- Diego Garcia, « Le dessous des cartes », Alain Jomier, Lépac-Arte, décembre 2003, diffusé sur Arte le 3 mars 2004, voir le site web.
- (en) Stealing a Nation, John Pilger, 2004, récompensé par la Royal Television Society (2004) et le Chris Award du Columbus International Film and Video Festival (2004–2005), voir le site du journaliste-réalisateur.
- Les Sentinelles écologiques, « Le dessous des cartes », Didier Ozil, Lépac-Arte, diffusé sur Arte le 1er novembre 2008, voir le site web
- Il était une île, Diego Garcia, documentaire, réalisé par Michel Daëron, diffusé le 21 janvier 2010 sur France 2, voir le site de la chaîne France 2

Discographie
- La Voix des Chagos, Charlesia Alexis, Takamba, 2004.
- "Diego", Racine la vie, Cassiya, 1996.
- "Nu Zil", Zizman dernier, Double K, 2007.
- "Diego", Zulu, Zulu, Ludmila et Fano, 2013.